# Аєлло-дель-Сабато
Аєлло-дель-Сабато (італ. Aiello del Sabato) — муніципалітет в Італії, у регіоні Кампанія,  провінція Авелліно.
Аєлло-дель-Сабато розташоване на відстані близько 230 км на південний схід від Рима, 50 км на схід від Неаполя, 4 км на південний схід від Авелліно.
Населення — 4013 осіб (2014).
Щорічний фестиваль відбувається 20 січня. Покровитель — святий Севастіан.

## Демографія
Населення за роками:

Станом на 1 січня 2023 року в муніципалітеті офіційно проживало 77 іноземців з 17 країн, серед них 23 громадяни країн Євросоюзу та 24 громадяни України.

## Сусідні муніципалітети
- Атрипальда
- Авелліно
- Чезіналі
- Контрада
- Сан-Мікеле-ді-Серино
- Серино
- Солофра